# Arnold Mindell
Arnold Mindell (Schenectady, 1 de enero de 1940) es un autor, psicoterapeuta y profesor estadounidense en los campos de la psicología transpersonal, la psicoterapia corporal, el cambio social y la espiritualidad. Es conocido por extender el análisis de los sueños desde la perspectiva de la psicología analítica a los síntomas corporales, por promover ideas de «democracia profunda»
 e interpretar conceptos de la física y las matemáticas en términos psicológicos. Mindell es el fundador de la psicología centrada en el proceso, también denominada trabajo procesual, un desarrollo de la psicología analítica influenciado por el taoísmo, el chamanismo y la física.

## Obras
- Mindell, A. (2017) Conflict: Phases, Forums, and Solutions: For our Dreams and Body, Organizations, Governments, and Planet. CreateSpace.  ISBN 978-1540770448
- Mindell, A. (2013) Dance of the Ancient One. Deep Democracy Exchange. ISBN 978-1619710153
- Mindell, A. (2007). Earth-Based Psychology: Path Awareness from the Teachings of Don Juan, Richard Feynman, and Lao Tse. Portland, OR: Lao Tse Press.  ISBN 1-887078-75-4
- Mindell, A. (2004) The Quantum Mind and Healing. Charlottesville, VA: Hampton Road Publishing Company ISBN 1-57174-395-2
- Mindell, Arnold; Mindell, Amy (2002) Riding the Horse Backwards: Process Work in Theory and Practice (Foundation Series). Lao Tse Press ISBN 1-887078-68-1
- Mindell, A. (2000). Dreaming While Awake: Techniques for 24-hour Lucid Dreaming. Charlottesville, VA: Hampton Roads Publishing Company Inc. ISBN 978-1571743596
- Mindell, A. (2000). Quantum Mind: The Edge Between Physics and Psychology. Portland, OR: Lao Tse Press.
- Mindell, A. (1995). Sitting in the Fire: Large Group Transformation Using Conflict and Diversity. Portland, OR: Lao Tse Press. ISBN 978-1887078009
- Mindell, A. (1995). Coma: The Dreambody near Death. Penguin Books (Arkana). ISBN 9780140194838
- Mindell, A. (1993). The Shaman's Body: A New Shamanism for Transforming Health, Relationships, and the Community. HarperSanFrancisco. ISBN 978-0062506559
- Mindell, A. (1992). The Leader as Martial Artist: An Introduction to Deep Democracy (1st ed.). San Francisco: Harper. ISBN 978-0062506405
- Mindell, A. (1990). Working on Yourself Alone: Inner Dreambody Work. Penguin Group. ISBN 9780140192018
- Mindell, A. (1989). The Year 1: Global Process Work -- Community Creation from Global Problems, Tensions and Myths. London: Penguin Books (Arkana). ISBN 978-0140192100
- Mindell, A. (1988). City Shadows: Psychological Interventions in Psychiatry. London and New York: Routledge. ISBN 9780415001939
- Mindell, A. (1985). River's Way: The Process Science of the Dreambody. London: Routledge & Kegan Paul. ISBN 0-7102-0631-3
- Mindell, A. (1982). Dreambody: The Body's Role in Revealing the Self. London: Routledge & Kegan Paul. ISBN 9780710202505

## Edición en castellano
- El cuerpo del chamán. DDEX. 2018, 2017. ISBN 978-1-61971-032-0 / ISBN 978-1-61971-030-6.
- Sentados en el fuego. DDEX. 2017. ISBN 978-1-61971-029-0.
- La democracia profunda de los foros abiertos. Pasos prácticos para la prevencion y resolucion de conflictos familiares, laborales y mundiales. DDEX. 2015. ISBN 978-1-61971-026-9.
- El cuerpo que sueña. Terapia centrada en el proceso. Rigden Institut Gestalt. 2006. ISBN 978-84-935095-0-7.
- Sentados en el fuego. Icaria Editorial. 2004. ISBN 978-84-7426-746-4.
- Psicoquímica humana. Métodos, estrategia y teoría. Fontanella. 1977. ISBN 978-84-244-0406-2.